# Canadian Soccer Club
Il Canadian Soccer Club, noto semplicemente come Canadian, è una società calcistica di Montevideo, in Uruguay.
Fondato nel 2011 con i contributi di uruguaiani emigrati in Canada, porta nello stemma i colori e il simbolo nazionale di quel Paese, la foglia d'acero.
Iscritto alla Segunda División Amateur nel campionato 2011-2012, il Canadian ottenne subito un notevole risultato, aggiudicandosi il Campionato di Clausura con 11 vittorie su 12 partite disputate, risultando poi sconfitto nella finale dal Torque.
Nella stagione 2012-2013, il Canadian vinse nuovamente il Clausura. Stavolta, tuttavia, riuscì a vincere la finale contro il campione dell'Apertura, superando l'Uruguay Montevideo, e guadagnando l'accesso alla Segunda División Profesional.
Trasformatosi in club professionistico, dal 2013 il Canadian milita nella seconda serie del campionato uruguaiano.

## Palmarès
- Segunda División Amateur de Uruguay: 1

2012-2013